# Wesli
Wesli est le nom d’artiste du chanteur, guitariste et auteur-compositeur-interprète haïtien Wesley Louissaint, né le 6 septembre 1980 à Port-au-Prince, et vivant à Montréal (Canada) depuis 2001.
Artiste indépendant, il a créé son propre label discographique sous le nom de WUP (Wes Urban Productions).
Il forme le groupe Wesli Band à Montréal en 2007 et lance son premier album Kouraj en avril 2009, suivi d’un second album intitulé Liberté dans le noir en décembre 2011. Son style est un mélange de world music, afrobeat, hip-hop, soul, musique racine (Haitian roots music), rara. Il chante en français, en créole et en anglais. Plusieurs de ses textes sont engagés et témoignent de la misère qui perdure en Haïti et dans plusieurs pays des Antilles, de l’Afrique et d’ailleurs.

## Histoire

### Haïti, ses origines
Membre d'une famille de sept enfants, Wesli grandit en Haïti dans une famille pauvre. Son père est musicien.
En 1991, à la suite du coup d’État militaire qui met fin au gouvernement de Jean-Bertrand Aristide, Wesli embarque dans un « boat-people » avec ses parents pour échapper à la violence qui règne dans son pays. Il reste un an dans un camp de réfugiés dans la baie de Guantanamo et vit ensuite dans l'un des bidonvilles de Port-au-Prince.

### Des Antilles à la France
Wesli s’engage dans le quatuor d’afro-roots Jazz4ever avec lequel il se produit dans plusieurs salles de spectacles et bars en Haïti. Par la suite, il continue de se produire en spectacle et voyage aux Antilles et en France avec la compagnie Kreyol Mizik. Puis il se joint au groupe de musique soul So Kute, avec lequel il enregistre un album, ce qui lui permet de partir en tournée en Haïti et en Amérique du Nord.

### Le Québec

#### Débuts de carrière (2001-2007)
En 2001, Wesli choisit le Canada comme terre d’accueil et s’installe à Montréal. Dès son arrivée, il travaille de près avec l’équipe des Productions du Festival International Nuits d’Afrique de Montréal. Il partage alors la scène avec des artistes de la musique africaine tels que Lorraine Klaasen (en), Monique Seka, King Mensah, Amadou Sodia, Sekouba Bambino, Hamid Bouchnak.
En 2003, Wesli rencontre la chorégraphe du Cirque du Soleil : Debra Brown. Wesli est alors engagé pour assurer les tournées internationales de différents spectacles multidisciplinaires et de cirque en tant que musicien et directeur musical.
En 2004, c’est en tant que guitariste du groupe Muzion que Wesli partage la scène avec Wyclef Jean en première partie de son concert au Festival d’été de Québec.
Il collabore également à la réalisation et à la composition de l’album de :
- Senaya (Garde la tête haute, 2005)[5] nommé aux Juno Awards dans la catégorie « Meilleur album francophone de l’année 2006 »[6].
- Sara Rénélik (Aube, 2006) nommé aux prix de musique folk canadienne dans la catégorie « Meilleure artiste solo de Musique du Monde » en 2007[7].

Artiste indépendant, il crée son propre label discographique en 2006 sous le nom de WUP (Wes Urban Productions).

#### Wesli et le Wesli Band
En 2007, Wesli s'entoure de musiciens de différents pays et forme le groupe Wesli Band à Montréal. Wesli Band est un mélange de musiques du monde, afrobeat, hip-hop, soul, rara et musique racine (Haitian roots music).
Le Wesli Band est conçu comme un groupe engagé. Wesli s'exprime ainsi : « avec ma musique, je veux juste apporter quelque chose de très utile et de très constructif dans la société. C’est ça, la musique. La mienne est très engagée et elle est inspirée du combat de tous les jours et de mon vécu assez rough en Haïti ». Avec son groupe, Wesli s'est produit sur plusieurs scènes festivalières au Canada dont le Festival international de jazz de Montréal, les FrancoFolies de Montréal, les Concerts Campbell, le Festival d’été de Québec, Afrikadey! à Calgary, la Franco-Fête et le Small World Festival de Toronto, le Folk Music Festival de Vancouver, le Festival du Voyageur de Winnipeg, le festival Sunfest de London (Ontario), le Festival musique du bout du monde de Gaspé.
En avril 2009, Wesli sort son premier album intitulé Kouraj (album de 14 pistes ; autoproduit et réalisé par Wesli lui-même, qui témoigne de la misère qui perdure en Haïti et dans plusieurs pays des Antilles, de l’Afrique et d’ailleurs. Les compositions intègrent des percussions haïtiennes (Manman tambou, Segon, Kata…), des instruments africains (Kora, Balafon, Calebasse, Talking Drum…) et des solos de guitares et de saxophones. Kouraj obtient un certain succès et emmène le groupe en tournée à travers au Canada et en Haïti. Avec ce premier album, Wesli a notamment joué en première partie de grands noms de la scène musicale, notamment à Montréal avec Magic System (en 2009) et Tiken Jah Fakoly (en 2011) à l’Olympia ainsi qu’Alpha Blondy au Métropolis (en 2011).
En 2010, Wesli remporte le Prix Babel Med Music à Marseille, en France. En 2011, le groupe showcase à New York à l’APAP (Global Performing Arts Marketplace and Conference) ainsi qu’à Montréal dans le cadre du festival Vitrine-Conférence de musique du monde Mundial Montréal.
Fin 2011, Wesli lance son deuxième album intitulé Liberté dans le noir (album de 17 pistes ; autoproduit et réalisé par Wesli lui-même) auquel ont collaboré Mes Aïeux, Radio Radio, Paul Cargnello, Boogat, Karma Atchykah ainsi que Tiken Jah Fakoly.
Wesli se produit avec différentes formations allant de Wesli solo en version acoustique, en duo, en trio ou jusqu’à huit musiciens sur scène (Wesli Band).
Wesli et ses musiciens ont été invités dans des émissions de télévision et de radio. Ils ont entre autres participé à Belle et Bum, Des kiwis et des hommes, Les Lionnes, Pour un soir seulement, Studio 12. Wesli a été interviewé à plusieurs reprises par CBC Radio, Radio-Canada et Radio-Canada International, Espace Musique, CIBL-FM.

## Discographie
Wesli compte cinq albums dans son répertoire musical :
2009 : Kouraj : À partir de la sortie de cet album, l'artiste a pu passer à l'international
2011 : Liberté dans le Noir
2015 : ImmiGrand Deluxe : un album qui tente de rappeler que l’immigration est une richesse à la fois culturelle et économique
2017 : Ayiti Étoile Nouvelle
2019 : Rapadou Kreyòl
- Coup de Cœur Musiques du Monde 2019 de l'Académie Charles-Cros le mercredi 20 mars 2019 à Portes-lès-Valence, dans le cadre du Festival « Aah ! Les Déferlantes ! ».

### Cotes d'écoute
- Album Liberté dans le noir :
  - classé no 1 en 2012 à la radio CIBL 101,5 Montréal
  - classé parmi les cinq meilleurs disques de musique du monde de 2011 par le journal Le Devoir[28]
  - classé parmi les vingt-cinq meilleurs albums de 2011 par le journal Voir[29]
  - coté quatre étoiles en 2011 par le journal Voir et en 2012 par le journal 24h Montréal[30]
- Chanson Né sous le soleil : classée no 1 en 2012 à la radio EspaceMusique
- Chanson Danse Baila Danse : classée no 3 du palmarès des chansons francophones de 2012[31] par la radio CIBL 101,5 Montréal

## Récompenses et distinctions
| Date      |  | Distinction                                                                                  | Lieu              | Commentaire |  |
| --------- |  | -------------------------------------------------------------------------------------------- | ----------------- | --- |  |
|           |  | Lauréat du prix « Artiste de l’année musique du monde-solo Prix de musique folk canadienne», | Canada            | Il reçoit ce prix pour son 5e album « Rapadou Kreyòl ». |  |
| 2019      |  | Lauréat du Prix Felix «Album de l’année-musique du monde» de l'ADISQ,                        |                   | Ce prix de l’Association Québécoise de l’Industrie du Disque, du Spectacle et de la Vidéo (ADISQ), créé en 1979, est décerné chaque année comme récompense aux meilleurs albums, de toute tendance et aux styles musicaux |  |
| 2019      |  | Lauréat Juno Awards 2019,                                                                    | London, Ontario   | Wesli remporte ce prix dans la catégorie Album de musique du monde de l’année, pour son album de 21 chansons : Rapadou Kreyol                                                                                             |  |
| 2019      |  | Nommé aux Juno Awards                                                                        | London, Ontario   | Pour son album : Rapadou Kreyol |  |
| 2017      |  | Gagnant Artiste World Music de l'année au Gala Dynastie                                      | QC, Canada        | Immigrand Deluxe |  |
| 2016      |  | Prix SOCAN Hagood Hardy world Music                                                          | QC, Canada        | Ayiti Étoile Nouvelle |  |
| 2015      |  | Nomination au Gala de l’ADISQ – catégorie Meilleur album de musique du monde de l’année      | QC, Canada        | Liberté dans le noir, Wesli |  |
| 2012      |  | Lauréat du Mois de l'histoire des Noirs                                                      | QC Canada         | |  |
| 2011      |  | Galaxie Rising Star Award,                                                                   | London Fest       | |  |
| 2010      |  | Prix Babel Med Music,                                                                        | Marseille, France | Kouraj, Wesli |  |
| 2010      |  | Nomination au Gala Soba - catégorie Meilleur artiste solo de musique du monde de l'année     | QC, Canada        | Kouraj, Wesli |  |
| 2009-2010 |  | Révélation Radio-Canada                                                                      | QC Canada         | Kouraj, Wesli |  |
| 2009      |  | Nomination aux prix de musique folk canadienne                                               | QC Canada         | Kouraj, Wesli |  |